# Chiesa di Sant'Andrea a Barbiana
La chiesa di Sant'Andrea a Barbiana si trova nell'omonima frazione del comune di Vicchio. 

## Storia e descrizione

Don Lorenzo Milani, che presso la chiesa tenne la propria scuola

L'attuale chiesa, consacrata nel 1568, sostituì un primitivo edificio, documentato già dagli inizi del secolo XIV, che, per la sua posizione geografica, "a cavaliere" del poggio, detto Sant'Andrea dei Culvalieri. Su di essa ebbe il patronato la famiglia Bizzeri, di cui è ancora visibile l'arme (cane rampante entro scudo araldico) su alcuni stipiti all'interno dell'edificio. 
Nel 1589 il patronato fu ceduto alla Mensa vescovile fiorentina.
Degna di note, all'interno, è un affresco della cerchia di Giotto che rappresenta la Madonna con bambino e Santa Caterina.
La chiesa deve la sua fama alla memoria di don Lorenzo Milani, parroco di Barbiana fino al 1967, che qui ebbe la sua scuola, centro di diffusione del suo innovativo messaggio educativo. Don Milani è sepolto nel piccolo cimitero di Barbiana.

## Il Santo Scolaro

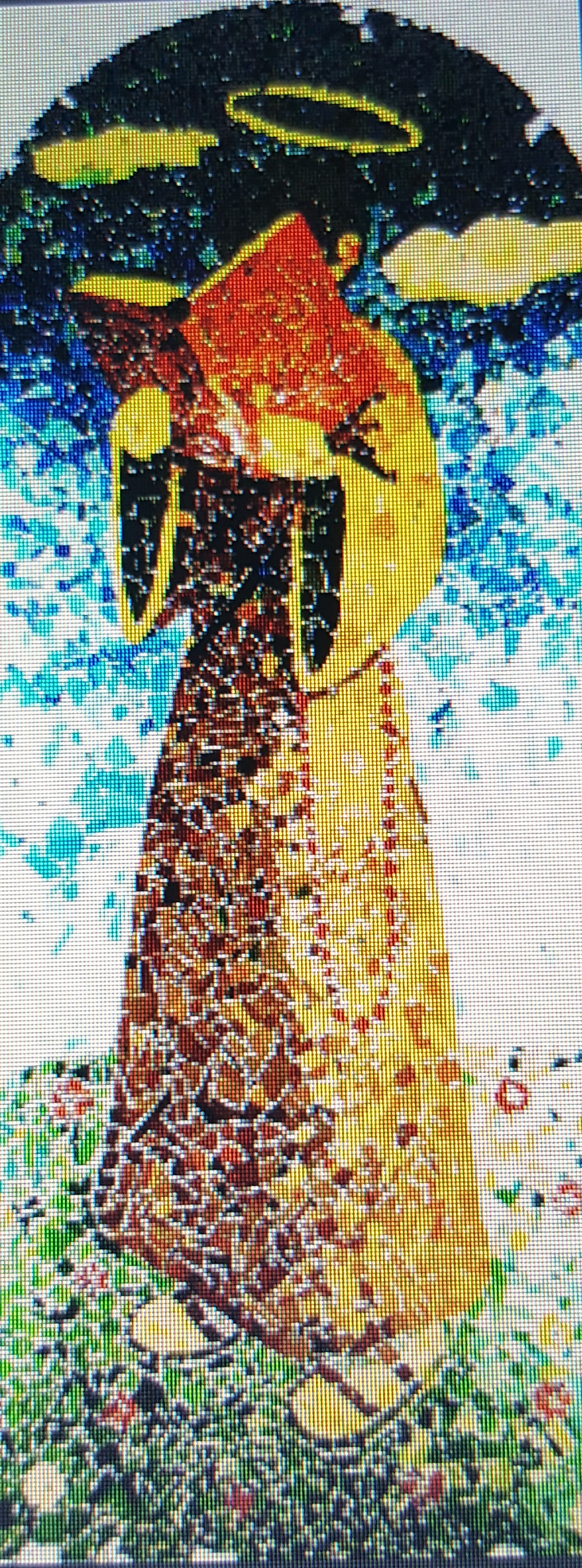
Il Santo Scolaro

Il Santo Scolaro è un mosaico che i ragazzi della Scuola di Barbiana hanno eseguito con pezzettini di vetro per la chiesa. La tecnica fu mostrata agli allievi di Don Lorenzo in Germania durante un viaggio d'istruzione nelle scuole tedesche. Tornati a Barbiana sperimentarono questa arte decorando le finestre della chiesa. In una cappella della chiesa c'era l'immagine del Sacro Cuore di Gesù che incuteva paura ai ragazzi, così fu deciso di coprirla con l'immagine del monaco scolaro. Don Lorenzo fece il disegno che fu ricoperto da una lastra di vetro sulla quale i ragazzi componevano i pezzetti di vetro, formando un mosaico originale, chiamato il Santo Scolaro.